# Josué Galdámez
Josué Nahúm Galdámez Domínguez (Santa Elena, 18 dicembre 1982) è un ex calciatore salvadoregno, di ruolo centrocampista.

## Carriera

### Nazionale
Ha debuttato in Nazionale il 6 marzo 2001, nell'amichevole Guatemala-El Salvador (1-1). Ha messo a segno la sua prima rete con la maglia della Nazionale il 3 giugno 2001, in El Salvador-Costa Rica (1-1), siglando la rete del momentaneo 1-0 al minuto 40. Ha partecipato, con la Nazionale, alla CONCACAF Gold Cup 2002. Ha collezionato in totale, con la maglia della Nazionale, 25 presenze e due reti.